# Nazmi Avluca
Nazmi Avluca (Kargı, 14 novembre 1976) è un lottatore turco, specializzato nella lotta greco-romana.

## Palmarès

### Olimpiadi
- 1 medaglia:
  - 1 bronzo (Pechino 2008 negli 84 kg)

### Mondiali
- 6 medaglie:
  - 2 ori (Atene 1999 nei 76 kg; Herning 2009 negli 84 kg)
  - 1 argento (Canton 2006 negli 84 kg)
  - 3 bronzi (Gävle 1998 nei 76 kg; Budapest 2005 negli 84 kg; Istanbul 2011 negli 84 kg)

### Coppa del Mondo
- 6 medaglie:
  - 2 ori (Levallois 2001 nei 76 kg; Erevan 2010 negli 84 kg)
  - 3 argenti (Teheran 1997 nei 76 kg; Il Cairo 2002 negli 84 kg; Alma Ata 2003 negli 84 kg)
  - 1 bronzo (Antalya 2007 negli 84 kg)

### Europei
- 8 medaglie:
  - 4 ori (Budapest 1996 nei 74 kg; Haparanda 2004 negli 84 kg; Tampere 2008 negli 84 kg; Baku 2010 negli 84 kg)
  - 1 argento (Vilnius 2009 negli 84 kg)
  - 3 bronzi (Minsk 1998 nei 76 kg; Istanbul 2001 nei 76 kg; Mosca 2006 negli 84 kg)